# 1973PM9:00→1974AM3:00
『1973PM9:00→1974AM3:00』は、1974年6月1日にCBS・ソニーから発売された岡林信康のライブ・アルバム。

## 解説
1973年大晦日から1974年元旦にかけて、東京・晴海国際貿易センター新館で開催された「大晦日コンサート」の模様を2枚組に収めたライブ・アルバム。
URCレコード時代の曲を織り交ぜながら、同年にリリースされた『金色のライオン』の楽曲を中心に、淡々と進行していく。変わりゆく時代と、それまで堪えていた気持ちの一片が、アンコールで再び登場し、最後に歌われた「I SHALL BE RELEASED」で爆発する。
この「大晦日コンサート」は、岡林信康に、加川良、泉谷しげる、佐渡山豊、三上寛、遠藤賢司、海援隊、なぎら健壱（深酒による寝坊のため出番が終わった後に参加）らが参加するオムニバスコンサートだった。
2006年4月5日、32年を経てデジタルリマスター音源にて初CD化された。なお、このコンサートの模様を音源として発売されているのは、この岡林のアルバムのみ。

### エピソード
この「大晦日コンサート」にはなぎら健壱も出演予定だったが、友達としこたま酒を呑んで寝込んでしまい、気がついたらとっくにコンサートは始まっている時間。あわててタクシーでかけつけるも、1時間前に出番は終わっていた。しばらくぼーっとしていると、泉谷しげるから「ヘライデ」を歌うから「お前も来い」と呼ばれて、酔いで気が大きくなっていたせいか、ステージはめちゃくちゃになってしまったという。

## 収録曲

### RECORD 1

#### SIDE A
1. いくいくお花ちゃん
2. 毛のないエテ公
3. あの娘と遠くまで
4. 自由への長い旅
5. 家は出たけれど

#### SIDE B
1. 俺らいちぬけた
2. 君の胸で
3. 見捨てられたサラブレッド
4. 黒いカモシカ

### RECORD 2

#### SIDE A
1. 申し訳ないが気分がいい
2. まるで男のように
3. 26ばんめの秋
4. 金色のライオン

#### SIDE B
1. ホビット
2. I SHALL BE RELEASED

## ミュージシャン
- 歌、ギター、ブルースハープ  –  岡林信康
- ドラム  –  松本隆
- ベース・ギター  –  細野晴臣
- キーボード  –  矢野誠、鈴木慶一
- ギター  –  伊藤銀次

## レコーディング・スタッフ
- エンジニア  –  吉野金次
- 写真撮影  –  川仁忍
- ディレクター  –  前田仁
- パブリッシャー  –  如月音楽一家（如月音楽事務所）

## 発売履歴
| 発売日        | レーベル    | 規格 | 規格品番   | 備考                                                                            |
| ------------- | ----------- | ---- | ---------- | ------------------------------------------------------------------------------- |
| 1974年6月1日  | CBS・ソニー | 2LP  | SOLJ 95∼6  |                                                                                 |
| 2006年4月5日  | GT music    | 2CD  | MHCL 765∼6 | “70's FOLK 8選”シリーズ。2006年デジタルリマスター盤、紙ジャケット仕様。初CD化。 |
| 2006年4月27日 |             | 配信 |            | AAC-LC 320kbps                                                                  |